# De Man van Zes Miljoen

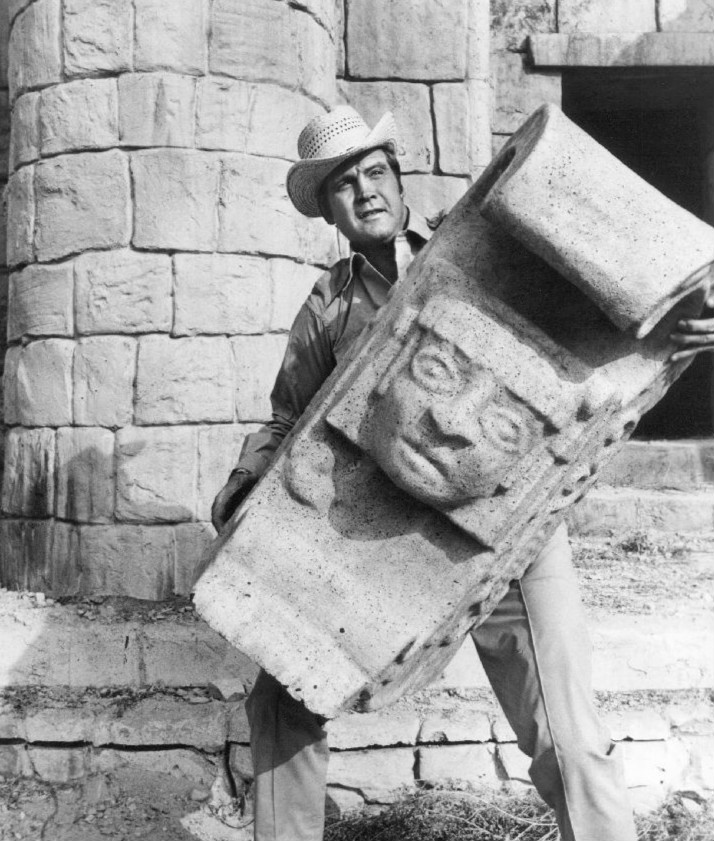
Steve Austin gespeeld door Lee Majors.

The Six Million Dollar Man, in België (Vlaanderen) en Nederland bekend als De Man van Zes Miljoen, is een Amerikaanse televisieserie uit de jaren zeventig. De reeks liep op de zender ABC van 1974 tot 1978 (voorafgegaan door een tv-pilot film in 1973) en beslaat 99 afleveringen en 6 tv specials. De hoofdrol van Steve Austin werd gespeeld door Lee Majors die een superster werd in de jaren zeventig. De serie werd in Nederland uitgezonden door de TROS. De eerste aflevering werd uitgezonden op maandagavond 7 oktober 1974 en de laatste aflevering van het 5e seizoen werd op donderdagavond 8 februari 1979 uitgezonden.
De serie vertelt het verhaal van astronaut Steve Austin die na een vreselijk ongeval bijna dood is. Hij wordt herbouwd met moderne technologie die 'bionica' (cybernetica) wordt genoemd. De gehele 'herbouw' inclusief 'onderdelen' kost bij elkaar zes miljoen dollar waarmee de titel van de serie is verklaard.
De reeks was gebaseerd op de novelle Cyborg van Martin Caidin. De achtergrond van de novelle is gebaseerd op de crash van voormalig astronaut Steve Austin in een NASA Northrop M2-F2. In de openingssequens van de serie gebruikte men de originele beelden van de crash tijdens de landing na de 16e testvlucht van NASA testpiloot Bruce Peterson op woensdag 10 mei 1967. Austin raakt zwaargewond en krijgt een operatie die zes miljoen dollar kost. Zijn rechterarm, beide benen en linkeroog worden vervangen door bionische implantaten die zijn kracht, visie en snelheid bovenmenselijk maken en het Amerikaanse publiek kennis liet maken met medische bionische implantaten.
Vanwege het enorme succes werd een vergelijkbare televisieserie gemaakt, De Vrouw van Zes Miljoen, met een vrouw in de hoofdrol. De actrice Lindsay Wagner kroop in de rol van Jaime Sommers, de eerste vrouwelijke cyborg ter wereld. Ook deze serie (slechts 13 afleveringen werden uitgezonden) werd in Nederland uitgezonden door de TROS; van vrijdag 8 oktober 1976 tot vrijdag 5 augustus 1977.
Een remake uit 2007 van deze spin-offserie, getiteld Bionic Woman met Michelle Ryan in de hoofdrol, was minder succesvol en werd na acht afleveringen stopgezet.

## Trivia
Hoewel bionische implantaten toen nog sciencefiction waren zijn ze dat nu niet meer. Op 3 april 2006 ging een symposium van start, als deel van Experimental Biology 2006, getiteld "De Man van Zes Miljoen". Wetenschappers legden uit hoe men nu gedeeltelijk kan waar maken wat in de jaren zeventig nog sciencefiction was, zoals elektronische armen, benen en ogen zoals men die aan de man van zes miljoen gaf. Het symposium was een onderdeel van het wetenschappelijk programma van de American Association of Anatomists.